# Johann Ossanna
Johann Ossanna (Geburtsname Giovanni Francesco Vigilio Maria Ossanna; * 26. Juni 1870 in Denno, Trentino; † 8. November 1952 in München) war von 1901 bis 1935 Professor am neu eingerichteten Lehrstuhl für Elektrische Maschinen der damaligen Technischen Hochschule München. Nach Ingenieurstudium an der TH Graz arbeitete er bei Siemens & Halske in Wien in einem Konstruktionsbüro und wurde 1900/1901 Assistent im elektrotechnischen Institut der TH Wien. 1942 wurde er zum ordentlichen Mitglied der Bayerischen Akademie der Wissenschaften ernannt.
Als „Ossanna-Kreis“ bekannt ist noch heute eine von ihm 1899 publizierte besondere Form einer Ortskurvendarstellung zur Beschreibung einiger Größen am Drehstrom-Asynchronmotor, die mit dem „Heyland-Kreis“ (Alexander Heyland) verwandt ist.
Zu Ossannas Doktoranden gehören Otto Mader und Gottfried Eckart.